# 四苯基锡
四苯基锡是一种有机锡化合物，化学式 (C
6H
5)
4Sn。

## 制备
四苯基锡可以由苯基溴化镁和四氯化锡反应而成。苯基溴化镁是由镁和溴苯在萘烷的原位反应而成，然后加入卤化锡：
{\displaystyle \mathrm {4\ C_{6}H_{5}Br\ +4\ Mg\longrightarrow } }{\displaystyle \mathrm {4\ C_{6}H_{5}MgBr{\xrightarrow {+SnCl_{4}}}\ Sn(C_{6}H_{5})_{4}\ +4\ MgBrCl} }

## 用处
四苯基锡可用作塑料稳定剂。不过，它主要用来制备其它有机锡化合物。二苯基锡和三苯基锡可以通过四苯基锡的Kocheshkov重排反应制备：
{\displaystyle \mathrm {3\ Sn(C_{6}H_{5})_{4}\ +\ SnCl_{4}\ \rightarrow \ 4\ ClSn(C_{6}H_{5})_{3}} }
{\displaystyle \mathrm {Sn(C_{6}H_{5})_{4}\ +\ SnCl_{4}\ \rightarrow \ 2\ Cl_{2}Sn(C_{6}H_{5})_{2}} }